# 交错代数
在抽象代数中，交错代数（英語：Alternative algebra）是乘法不满足结合性，仅满足交错性的代数。也就是说，我们有：
- {\displaystyle x(xy)=(xx)y}
- {\displaystyle (yx)x=y(xx)}

对于所有代数中的x和y。每一个结合代数都显然是交错的，但有些严格的非结合代数，例如八元数，也是交错的。另一方面，十六元数则不是交错的。

## 结合子
交错代数之所以这样命名，是因为它们正好是结合子交错的代数。结合子是一个三线性映射，由下式给出：
{\displaystyle [x,y,z]=(xy)z-x(yz)}
根据定义，一个多线性映射是交错的，如果只要两个自变量相等，映射便为零。一个代数的左交错和右交错恒等式等价于：
{\displaystyle [x,x,y]=0}
{\displaystyle [y,x,x]=0.}
两个恒等式在一起，便意味着结合子是完全斜对称的。也就是说：
{\displaystyle [x_{\sigma (1)},x_{\sigma (2)},x_{\sigma (3)}]=\operatorname {sgn}(\sigma )[x_{1},x_{2},x_{3}]}
对于任何置换σ。于是可以推出：
{\displaystyle [x,y,x]=0}
对于所有的x和y。这等价于所谓的柔性恒等式：
{\displaystyle (xy)x=x(yx).}
因此结合子是交错的。反过来，任何一个结合子交错的代数显然是交错代数。根据对称性，任何一个代数，只要满足以下三个恒等式中的两个： 
- 左交错恒等式：{\displaystyle x(xy)=(xx)y}
- 右交错恒等式：{\displaystyle (yx)x=y(xx)}
- 柔性恒等式：{\displaystyle (xy)x=x(yx).}

这个代数便是交错的，因此三个恒等式都满足。
一个交错的结合子总是完全斜对称的。反过来也成立，只要基域的特征不是2。

## 性质
阿廷定理说明，在交错代数中，由任何两个元素生成的子代数是结合的。反过来，任何满足这个条件的代数显然是交错的。于是可以推出，在交错代数中，只含有两个变量的表达式可以不用括号写出，而又没有歧义。阿廷定理的一个推广说明，如果交错代数中的三个元素{\displaystyle x,y,z}是结合的（也就是说，{\displaystyle [x,y,z]=0}），那么由这些元素所生成的子代数是结合的。
阿廷定理的一个推论是，交错代数都是幂结合的，也就是说，由一个元素所生成的子代数是结合的。反过来不一定成立：十六元数是幂结合的，但不是交错的。
穆方恒等式
- {\displaystyle a(x(ay))=(axa)y}
- {\displaystyle ((xa)y)a=x(aya)}
- {\displaystyle (ax)(ya)=a(xy)a}

在任何交错代数中都成立。
在一个单式交错代数中，如果乘法逆存在，那么它一定是唯一的。更进一步，对于任何可逆的元素{\displaystyle x}和所有的{\displaystyle y}，都有：
{\displaystyle y=x^{-1}(xy).}
这等于是说，对于所有这类的{\displaystyle x}和{\displaystyle y}，结合子{\displaystyle [x^{-1},x,y]}都是零。如果{\displaystyle x}和{\displaystyle y}是可逆的，那么{\displaystyle xy}也是可逆的，其乘法逆为{\displaystyle (xy)^{-1}=y^{-1}x^{-1}}。因此，所有可逆的元素所组成的集合在乘法运算下封闭，并形成了一个穆方圈。在交错环或代数中，这个单位元素圈与结合环或代数中的单位元素群是类似的。

## 应用
任何交错的除环上的射影平面都是穆方平面。